# Нора Стантън Барни
Нора Стантън Барни (на английски: Nora Stanton Barney) е родена в Англия американска строителна инженерка и суфражистка. Барни е сред първите жени, завършили инженерна степен в Съединените щати. Поставена на ултиматум дали да остане съпруга, или да практикува професията си, тя избра инженерството. Тя е внучка на Елизабет Кейди Стантън.

## Биография

### Ранни години
Родена като Нора Стантън Блач в Бейзингстоук, Хемпшир, Англия, през 1883 г. в семейството на Уилям Блач и Хариът Итън Стантън, дъщеря на Елизабет Кейди Стантън. От 1897 г. учи латински и математика в училището Хорас Ман в Ню Йорк, връщайки се в Англия през лятото. Семейството се премества в Съединените щати през 1902 г. Нора посещава университета „Корнел“, който завършва през 1905 г. със степен по строително инженерство. Тя е първата жена, завършила инженерство в Корнел. През същата година тя става първата жена, приета (като младши член) на Американското дружество на строителните инженери. Тя започва работа за градския съвет по водоснабдяване на Ню Йорк и за American Bridge Company през 1905 – 1906.
Следвайки примера на майка си и баба си, Блач също става активна в разрастващото се движение за избирателни права на жените. Макар да е първата жена – член на Американското дружество на строителните инженери, тя остава единствено младши член след като през 1916 г. ѝ е отказано напредване в асоцииран член заради пола ѝ. През 1916 г. тя съди Американското дружество на строителните инженери за отказ да я приеме като пълноправен член, въпреки че отговаря на всички изисквания. Блач губи и нито една жена не става пълноправен член на дружеството в продължение на още десет години след това. През 2015 г. тя е повишена посмъртно в статут на сътрудник.

### Брак с Лий де Форест
През 1908 г. тя се омъжва за изобретателя Лий де Форест и помага в управлението на някои от компаниите, които той основава, за да популяризира изобретението си и новата безжична технология (радио). Двойката прекарва медения си месец в Европа, продавайки радио оборудване, разработено от де Форест. Двойката обаче се разделя само година по-късно, до голяма степен поради настояването на де Форест Нора да напусне професията си и да стане обикновена домакиня. Малко след това, през юни 1909 г., Нора ражда дъщеря им Хариет. През 1909 г. тя започва работа като инженер в Radley Steel Construction Company. Тя се развежда с де Форест през 1912 г. След развода си тя продължава инженерната си кариера, работейки за Комисията за публични услуги на щата Ню Йорк.

### Късни години
През 1919 г. Нора се жени за Морган Барни, морски архитект. Тяхната дъщеря, Рода Барни Дженкинс, родена на 12 юли 1920 г. в Ню Йорк, е архитект и социален активист.
Нора продължава да работи за равни права на жените и световен мир и през 1944 г. пише книгата „Световен мир чрез народен парламент“ (World Peace Through a People's Parliament). Нора работи в сферата на недвижимите имоти и остава политическа активистка до смъртта си в Гринуич, Кънектикът на 18 януари 1971 г.